# Runrig
A Runrig egy hattagú skót zenekar. Az együttest 1973-ban alapították, és eddig 13 nagylemezt adtak ki. Az együttes neve a skót gael raon ruith ("vetéssor") szóból ered. Zenei stílusát tekintve a Runrig rock-orientált zenekar, a szöveget tekintve viszont folk. A legtöbb Runrig-dal olyan helyszíneket, eseményeket és személyeket hordoz, amelyek fontosak és egyediek a skótok számára. Skócia történelme és politikai élete szintén szerepel a dalokban. Hogy megőrizzék kulturális örökségüket, a dalok egynegyedét skót gael nyelven éneklik, Skócia ősi nyelvén.
1973-ban a Runrig háromtagú zenekarként indult, és esküvőkön léptek fel. Két testvér, Rory és Calum MacDonald, valamint barátjuk, Blair Douglas alapította. Az első fellépésük a glasgowi Kelvin Hallban volt. Hamarosan feldolgozásokat kezdtek el játszani, majd 1978-ban kiadták első nagylemezüket. az ötödik lemezük 1987-ben jelent meg, ez volt első széles körű bemutatkozásuk. Megalapítása óta számos tag cserélődött az együttesben, egyedül a két alapító testvér, Rory és Calum MacDonald maradt állandó.
Napjainkban rajongótáboruk főleg az Egyesült Királyságban, Dániában és Németországban található. 1999 óta az együttes Kanadában is ismert lett, miután csatlakozott a Runrighoz a új-skóciai Bruce Guthro, aki Donnie Munrót pótolta.

## Az együttes története

### Korai évek (1973-1987)
Az együttest 1973-ban Calum és Rory MacDonald, valamint barátjuk, Blair Douglas alapította. Donnie Munro a következő évben csatlakozott a Runrighoz. Míg az alapítók Skye szigetéről származtak, Munróval bővült a más tájakról származó tagok köre. Douglas 1974-ben kilépett az együttesből, helyére Robert MacDonald jött. 1978-ig ebben a felállásban zenélt az együttes, akkor Douglas újra csatlakozott az együtteshez és lett egy új gitáros is, Malcolm Jones, akik Robert MacDonaldot helyettesítették. A következő évben Douglas ismét elhagyta az együttest, hogy szólókarrierbe kezdhessen. 1981-ben csatlakozott az együtteshez Iain Bayne dobos és Richard Cherns billentyűs. Cherns 1986 februárjában hagyta el az együttest, a helyére érkezett Pete Wishart.

### A siker évei (1987-1999)
Negyedik albumuk után a Chrysalis kiadóval kötöttek szerződést. 1987-ben az ötödik albumuk (The Cutter and the Clan) szélesebb ismertséget hozott az együttes számára az Egyesült Királyságban és Európa más részeiben is. 1987-től 1995-ig öt albumot adtak ki a Chrysalis kiadónál: Searchlight (1989), The Big Wheel (1991), Amazing Things (1993), és Mara (1995). A Mara megjelenése után 1997-ben Munro kilépett az együttesből és politikai pályára lépett, a Munkáspárt képviselőjének jelöltette magát (végül nem nyert). 1998-ban új frontembert kerestek, így esett a választásuk a nova scotia-i Bruce Guthro-ra.

### A kihívások évei (1999-2001)
Miután lejárt a szerződésük a Chrysalis kiadóval, 10. albumukat, a In Search of Angels-t 1999-ben saját kiadójukkal, a Ridge Records-szal adták ki. Ez a lemez kevesebb figyelmet kapott, mint az előzőek. A másik probléma az új frontember elismertetése volt a rajongókkal, ezért 2000-ben turnéra indultak és egy új élő albummal, a Live at Celtic Connections-szal próbálták meg az új énekest elfogadtatni.

### Újra elnyert népszerűség és siker (2001-től)
Miután kiderült, hogy Munro nélkül is megy, kiadták 11. albumukat. A 2001-es The Stamping Ground volt eddig a legsikeresebb nagylemezük. 2001-ben a billentyűs, Peter Wishart, elhagyta a zenekart, hogy képviselő legyen. 2005-ben már másodszor választották meg. Helyére Brian Hurren került. 2006. április 4-én léptek fel először az Amerikai Egyesült Államokban, New Yorkban. A színpadon újra velük volt Blair Douglas, az együttes alapító tagja. 2007-ben Dániában, Németországban is turnéztak. Újra felvették a Loch Lomond című népdalt, amelyik az angol kislemez-listán a 9. lett. Ezt a dalt 2008 novemberében a valaha volt legjobb skót dalnak választották.

## Diszkográfia

### Nagylemezek
- Play Gaelic (1978)
- The Highland Connection (1979)
- Recovery (1981)
- Heartland (1985)
- The Cutter and the Clan (1987)
- Searchlight (1989)
- The Big Wheel (1991)
- Amazing Things (1993)
- Mara (1995)
- In Search of Angels (1999)
- The Stamping Ground (2001)
- Proterra (Paul Mounsey-vel) (2003)
- Everything You See (2007)

### Élő fellépések albumai
- Once in a Lifetime (1988)
- Transmitting Live (1994)
- Live At Celtic Connections (2000)
- Day Of Days (2004)
- Year of The Flood (2008)

### Válogatáslemezek
- Long Distance (1996)
- The Gaelic Collection (1998)
- Beat the drum (EMI) (1998)
- Celtic Glory (2000)
- The Best (2005)

### DVD-k
- City of Lights
- Wheel in Motion
- Air an Oir
- Day of Days
- Year of The Flood

### Singles
- "Loch Lomond" (1983, #86 UK)
- "News From Heaven" (1989, #90 UK)
- "Capture The Heart" (1990, #49 UK)
- "Hearthammer (EP)" (1991, #25 UK)
- "Flower Of The West" (1991, #43 UK)
- "Wonderful" (1993, #29 UK)
- "The Greatest Flame" (1993, #36 UK)
- "This Time Of Year" (1995, #38 UK)
- "An Ubhal As Airde (The Highest Apple)" (1995, #18 UK)
- "Things That Are" (1995, #40 UK)
- "Rhythm Of My Heart" (1996, #24 UK)
- "The Greatest Flame (1997)" (1997, #30 UK)
- "Loch Lomond" (2007, #9 UK) (with Tartan Army)

## Külső hivatkozások
- A Runrig hivatalos honlapja